# René Cazauvieilh
 (février 2025).
René Cazauvieilh, né le 26 juillet 1859 à Belin (Gironde) et mort le 25 novembre 1941 à Belin, est un homme politique français.

## Biographie
Docteur en médecine en 1884, il succède à son père comme maire de Belin et conseiller d'arrondissement, en 1892, et à Octave Cazauvieilh, un parent, comme conseiller général. Il est député de la Gironde 1898 à 1919, inscrit au groupe des Républicains de gauche. Il reste conseiller général jusqu'en 1935 et maire jusqu'en 1936.

### Sources
- « René Cazauvieilh », dans le Dictionnaire des parlementaires français (1889-1940), sous la direction de Jean Jolly, PUF, 1960 [détail de l’édition]